# Whitesboro, New York
Whitesboro är ett municipalsamhälle (village) i Oneida County i delstaten New York. Vid 2020 års folkräkning hade Whitesboro 3 612 invånare.

## Kända personer från Whitesboro
- Sidney Breese, politiker och jurist
- Robert Esche, ishockeymålvakt
- John Frink, TV-producent och manusförfattare